# 上杉義寿
上杉 義寿（うえすぎ よしなが）は、江戸時代中期の高家旗本。

## 略歴
寛保2年（1742年）、上杉義枝の長男として誕生した。同年12月2日、父の死去により、家督を相続する。宝暦8年（1758年）10月28日、9代将軍・徳川家重に拝謁する。明和4年（1767年）12月11日、高家職に就き、従五位下・侍従、主水正に叙位・任官する。明和6年（1769年）12月10日、致仕。
天明4年（1784年）11月9日、死去。享年43。跡を長男の義長が継いだ。